# Daet
Daet è una municipalità di prima classe delle Filippine, capoluogo della Provincia di Camarines Norte, nella Regione del Bicol.
Daet è formata da 25 baranggay:
- Alawihao
- Awitan
- Bagasbas
- Barangay I (Pob.)
- Barangay II (Pob.)
- Barangay III (Pob.)
- Barangay IV (Pob.)
- Barangay V (Pob.)
- Barangay VI (Pob.)
- Barangay VII (Pob.)
- Barangay VIII (Pob.)
- Bibirao
- Borabod

- Calasgasan
- Camambugan
- Cobangbang (Carumpit)
- Dogongan
- Gahonon
- Gubat
- Lag-On
- Magang
- Mambalite
- Mancruz (Mangcruz)
- Pamorangon
- San Isidro